# Első Magyar Épület és Butorvasalás Gyár
1891. július 1-én alapította Braun József, Rózsa Lajos és társai, ezért gyakran említik Braun, Rózsa és Társa elnevezéssel is.
Fő termékei az ajtó-, ablak-, bútor-vasalási cikkek, ajtózárak, sütők, szögek stb. voltak, valamint lakatosáru és lemez cikkek gyártása volt. 1893. szeptember 19-én üzletét és tevékenységét a frissen alakult Első Magyar Lakatos és Lemezárugyár Részvénytársaság vette át.

## Cégtörténet
Egerben a mai strand területén a jelenkori Fürdő utca nyomvonalában 1891-ben egy kis bőrgyár állt, amely azonban már korábban leégett. Az épület favázát viszont három élelmes egri vállalkozó hasznosította és 1891. április 1-én iparengedélyt kért „csizmapatkó és vasiparcikkek" gyártására. 
Az üzem tulajdonosai Braun Ármin, Rózsa Lajos, Fógel Ágoston egri kereskedők. Az új üzem szabadalmat kapott egy saját szobazár-típus gyártására. Itt épült fel 1547 négyszögöl területen, vagyis közel 1 kat. h. földdarabon az új üzem. Az Egri M. Kir. Törvényszéken 1891. augusztus 18-án jegyezték be az 1891. július 1-én 23.000 frt. tőkével alapított Első Magyar Épület- és Bútorvasalás gyárat. 
Kiváló piaci érzéküket bizonyítja, hogy olyan ajtózárak, pántok, épület- és bútorvasalási termékek készítésére szakosodtak, amelyeket addig kizárólag osztrák tartományokból hoztak be. 
A kedvező piaci feltételek mellett az állami iparpártoló politika is segítette a talpon maradásukat. Így 1891 nyarától 10 évre adómentességet, a szállításoknál 40%-os fuvarkedvezményt, 1892-ben 12.000 frt. állami kölcsönt kaptak. Az évben korszerűsítették az üzemüket. Új műhelycsarnokot építettek, a 4 LE-s Hoffmeister gőzgépet 12 LE-re cserélték, s bevezették a villanyvilágítást. A gyárban kezdetben 40 lakatos, 28 tanuló és napszámos dolgozott. 
A hazai piacon kívül termékeiket szállították Bukovinába, Szerbiába és Bulgáriába is. 1892-en már 110 munkást foglalkoztattak, köztük 60 kovácsot és lakatost, 26 tanulót, 10 női munkást és 14 napszámost. A kovácsok és lakatosok hetibére 10 frt., a női munkásoké 2 frt. volt. A napi munkaidő 10 óra volt, s minden alkalmazott rendelkezett betegbiztosítással. 
Két évvel az alapítás után az üzemet részvénytársasággá szervezték át 250 000 frt. alaptőkével. Ehhez 2500 db 100 forint értékű részvényt bocsátottak ki, amelyből 1000 db-ot az eredeti tulajdonosok kaptak meg. A fennmaradt 1500 részvényen 155 részvényes, köztük egri és más pénzintézetek (Egri Betegsegélyző Egylet, Budapesti Betegsegélyző Egylet) és magánszemélyek osztoztak. 
A részvénytársasággá átszervezéssel alakult meg az Első Magyar Lakatos és Lemezárugyár Részvénytársaság, mely a Braun, Rózsa és Társa nevű cég megszűnésével az új részvénytársaság átvette jogelődje termékeinek a gyártását.

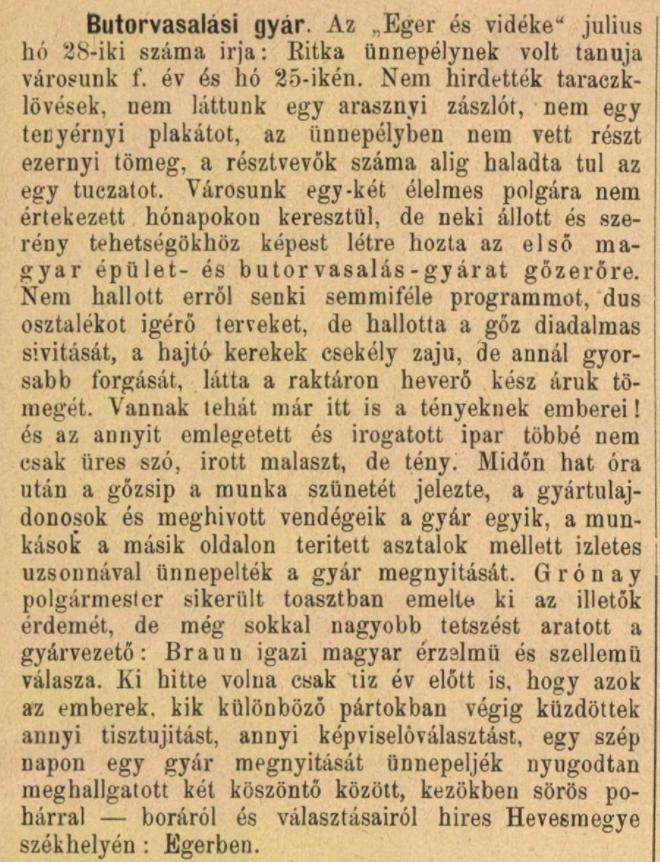
Korabeli újságcikk a gyár megnyitásáról (Magyar Ipar, 1891-08-30)
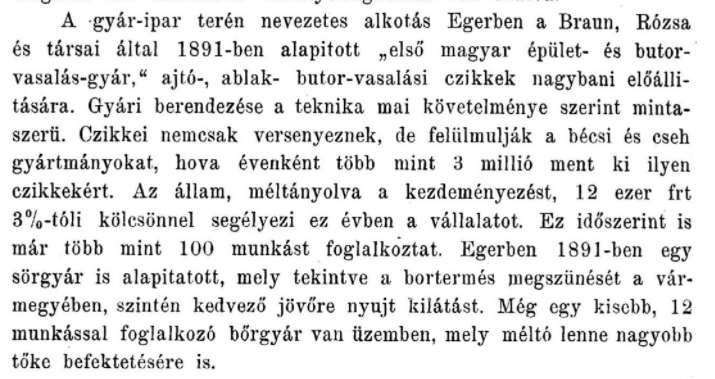
Rövid bejegyzés a gyárról Szederkényi Nándor könyvében